# 50A busz (Budapest)
A budapesti 50A jelzésű autóbusz Budatétény, Jókai Mór utca és a Park utca (Ruhagyár) között közlekedett. A vonalat a Budapesti Közlekedési Vállalat üzemeltette.

## Története
A járat az 50-es busz betétjárataként indult a Jókai Mór utca és a Ruhagyár között 1966. június 13-án.
1985. szeptember 30-án megszűntek az 50A és 50B jelzésű járatok, az 50C járat pedig a 103-as jelzést kapta.

## Útvonala
| Park utca (Ruhagyár) felé                                                                           | Budatétény, Jókai Mór utca felé                                                                     |
| --------------------------------------------------------------------------------------------------- | --------------------------------------------------------------------------------------------------- |
| Budatétény, Jókai Mór utca vá. – Jókai Mór utca – Bajcsy-Zsilinszky utca – Park utca (Ruhagyár) vá. | Park utca (Ruhagyár) vá. – Bajcsy-Zsilinszky utca – Jókai Mór utca – Budatétény, Jókai Mór utca vá. |

## Megállóhelyei
Az átszállási kapcsolatok között az azonos útvonalon közlekedő 50-es, 50B és 50C buszok nincsenek feltüntetve.
| 0 | Budatétény, Jókai Mór utca végállomás | 5 | 3, 3, 14, 114 |
| 1 | Baucsek utca (↓) Művelődés utca (↑)   | 4 |               |
| 2 | Rizling utca (↓) Jókai Mór utca (↑)   | 3 |               |
| 3 | Kápolna utca (↓) Őszibarack utca (↑)  | 2 |               |
| 5 | Park utca (Ruhagyár) végállomás       | 0 |               |